# Opel (альбом)
Opel — последний сольный студийный альбом бывшего фронтмена Pink Floyd Сида Барретта, выпущенный в 1988 году и представляющий собой сборник неизданного материала и альтернативных версий записей с сессий сольных альбомов Барретта The Madcap Laughs и Barrett, сделанных в период с 1968 по 1970 год.

## Об альбоме
Диск было решено выпустить после многочисленных писем поклонников, которые требовали издания хоть какого-нибудь оставшегося студийного материала. Альбом получил отрицательные отзывы критиков и не имел успеха в чартах.
Первоначально в альбом планировалось включить прежде не издававшиеся песни Барретта «Scream Thy Last Scream» и «Vegetable Man», записанные им в составе Pink Floyd ещё в 1968 году. Однако эти две песни были изъяты участниками Pink Floyd до того, как Opel был окончательно утверждён.
По настоянию Дэвида Гилмора композиция «Opel» не была включена в дебютный релиз Баррета, что не поддаётся объяснению, так как считается[среди кого?], что «Opel» — одна из самых сильных песен Баррета.
26 апреля 1993 года альбом Opel (вместе с The Madcap Laughs и Barrett) был переиздан в составе бокс-сета Crazy Diamond.

## Список композиций
Все песни написаны Сидом Барреттом, за исключением «Golden Hair» (музыка Барретта, основанная на стихотворении Джеймса Джойса).
- «Opel» — 6:25
- «Clowns and Jugglers (Octopus)» — 3:27
- «Rats» — 3:12
- «Golden Hair» — 1:44
- «Dolly Rocker» — 3:00
- «Word Song» — 3:19
- «Wined and Dined» — 3:03
- «Swan Lee (Silas Lang)» — 3:13
- «Birdie Hop» — 2:29
- «Let’s Split» — 2:22
- «Lanky (Part 1)» — 5:31
- «Wouldn’t You Miss Me (Dark Globe)» — 2:59
- «Milky Way» — 3:06
- «Golden Hair (instrumental)» — 1:55

### Бонус-треки
- «Gigolo Aunt (take 9)» — 4:01
- «It Is Obvious (take 3)» — 3:44
- «It Is Obvious (take 5)» — 3:06
- «Clowns And Jugglers (take 1)» — 3:32
- «Late Night (take 2)» — 3:18
- «Effervescing Elephant (take 2)» — 1:28

## Участники записи
- Сид Барретт — гитара, вокал;
- Майк Рэтлидж — клавишные;
- Хью Хоппер — бас-гитара;
- Роберт Уайатт — ударные.